# Гаєнко Петро Михайлович

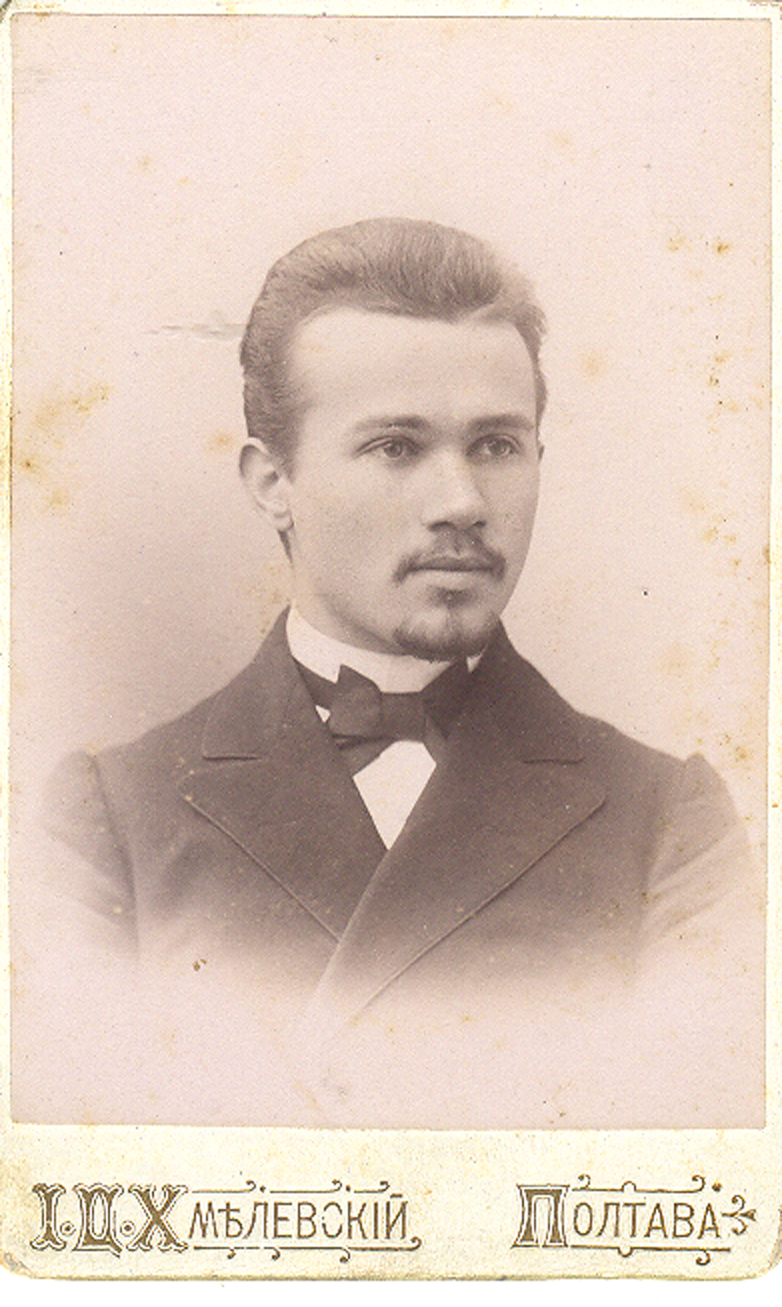
Петро Гаєнко, 1907 рік

Петро́ Миха́йлович Гає́нко (псевд. і крипт.: П. Гай, П. Городецький, П. Михайлович, Кооператор, П., П. Г., П-ч та ін.) (20 грудня 1878 (1 січня 1879) — 1921?) — український журналіст і поет. За гумористичні вірші про Леніна й Троцького його було засуджено більшовиками до розстрілу на Вінниччині.

## Біографія
Закінчив учительський інститут (1906).
Петро Гаєнко був співредактором української політичної газети «Відродження», яка виходила в Києві 1918 року. У ній працювали тоді Василь Блакитний, Петро Певний, Олександр Олесь, Павло Тичина та інші літератори.

## Творчість
Дебютував низкою віршів у 1907 році в журналі «Рідний край»; друкувався у «Літературно-науковому вістнику», «Молодій Україні», альманахах «Терновий вінок», «Українська муза», газеті «Рада».
Петро Гаєнко виступає як майстер пейзажної лірики, як глибокий поет світлого настрою. У антології «Українська Муза» 1908 року під редакцією Олекси Коваленка було надруковано таку поезію:
На кручі високій стояв я над морем
і мовчки дивився на море живе.
я бачив, як хвилі родились, вмирали,
і слухав, як буряне диво реве…
Близька була йому і мелодика народної пісні. До журналу «Українська хата» П. Гаєнко подав вірш «Троянди» під псевдонімом Петро Дальній:
Кохались ми
з вітром легеньким —
в саду зелененькім — вночі…
Кохались —
і смутку не знали,
Густі її коси чарівні квітчали.
Цікавий твір Петра Гаєнка надруковано у антології «Розіп'ята Муза», що вийшла у Львові в 2013 році:
Шукали щастя ми з тобою.
Шукали довго — не знайшли
І так без щастя далі йшли
і путь кропили знов сльозою.
Писав також оповідання («Петрусь», «З заробітків», «Вернувся»), п'єси («В свято», 1909), віршовані фейлетони (зб. «На громадські теми», К., 1912).